# Astragalus subalpinus
Astragalus subalpinus — вид квіткових рослин з родини бобових (Fabaceae). Ареал охоплює такі країни: Іран (провінція Голестан).

## Середовище
Висота проживання: 1900–2800 метрів. Ця багаторічна трав'яниста рослина зібрана на гірському схилі на вапняку разом з видами полину (Artemisia). Наразі немає відомих серйозних загроз для цього виду.